# 순천 선암사 대웅전
순천 선암사 대웅전(順天 仙巖寺 大雄殿)은 전라남도 순천시 승주읍 죽학리, 선암사에 있는 조선시대의 대웅전이다. 2001년 6월 8일 대한민국의 보물 제1311호로 지정되었다.

## 개요
조계산 선암사는 백제 성왕 7년(529)에 아도화상이 비로암이라 하였던 것을 통일신라 헌강왕 5년(875) 도선국사가 선암사라 고쳐 불렀다. 이후 고려시대 대각국사 의천이 더욱 크게 하여 대가람을 이루었다고 한다.
대웅전은 조선시대 정유재란(1597)으로 불에 타 없어져 현종 1년(1660)에 새로 지었다. 그 후 영조 42년(1766)에 다시 불탄 것을 순조 24년(1824)에 지어 오늘에 이르고 있다. 석가모니불을 모신 대웅전은 선암사의 중심 법당으로, 그 앞에 만세루와 주축을 이루고 있으며 앞마당에는 순천 선암사 동ㆍ서 삼층석탑(보물 제395호) 2기가 나란히 서 있다.
앞면 3칸·옆면 3칸 규모의 대웅전은 자연석 기단 위에 민흘림 기둥을 세워 지어졌는데 기둥머리에는 용머리 장식을 하였다. 지붕 옆면이 여덟 팔(八)자 모양인 화려한 겹처마 팔작지붕집으로 지붕 처마를 받치면서 장식을 겸하는 공포가 기둥 위 뿐만 아니라 기둥과 기둥 사이에도 있는 다포식이다. 공포를 앞뒤면에는 각 3조, 양 옆면에는 각 2조씩을 배치하여 장엄하면서도 화려함을 나타내었다. 특히 건물 안쪽 공포 구조에서는 화려한 연꽃 봉오리 장식으로 마감하여 조선 후기의 화려하고 장식적인 수법을 나타내고 있다.
선암사 대웅전은 다포계의 일반적인 수법을 따랐으나 화려한 건축양식과 장식성에서 조선 후기 중건 당시의 면모를 잘 간직하고 있어 학술적·역사적으로 중요한 가치가 있다.

## 보물 지정사유
선암사대웅전은 조선후기 순조 24년(1824년)에 중건된 팔작다포집 건물로 공포는 외3출목, 내4출 목, 다포계의 일반적 수법을 따랐지만 정면 기둥 머리에 용머리장식의 안초공 수법과 건물 내부에 연봉 등으로 화려하게 장식한 기법은 변산반도를 중심으로 하나의 계보를 이룬 부안의 《부안 내소사 대웅보전》, 《부안 개암사 대웅전》과 그 맥을 같이하고 있으며, 화려한 건축양식과 가구의 수법 및 포작의 장식성이 뛰어나며 중건 당시의 면모를 잘 간직하고 있어 역사적, 학술적으로 중요한 가치가 있다.

## 현지 안내문
대웅전은 석가모니를 주존불로 모신 건물이다.
이 대웅전은 임진왜란때 불탔던 것을 현종 원년(1660)에 다시 지었고, 영조 42년(1766)에 다시 화재를 만나 없어졌다가 순조 24년(1824)에 고쳐지어 오늘에 이른다.
정면 3칸, 측면 3칸 규모의 겹치마 팔작지붕집(옆에서 볼때 '入'자 모양)으로 기단을 기둥 면석 감석을 조립하여 그 위에 주춧돌을 놓아 민흘림 두리기둥을 세웠다. 기둥 위로는 창방과 평방을 두었고, 그 위로 공포(처마를 받치는 부재)를 짜 올렸는데 출목수는 밖3출목, 안4출목으로 그 모습이 매우 장중하고 화려하다. 내부는 층단을 이룬 우물천장(우물 '井'자 모양)으로 장엄하게 단장되었으며 단청도 비교적 선명하다.

## 사진

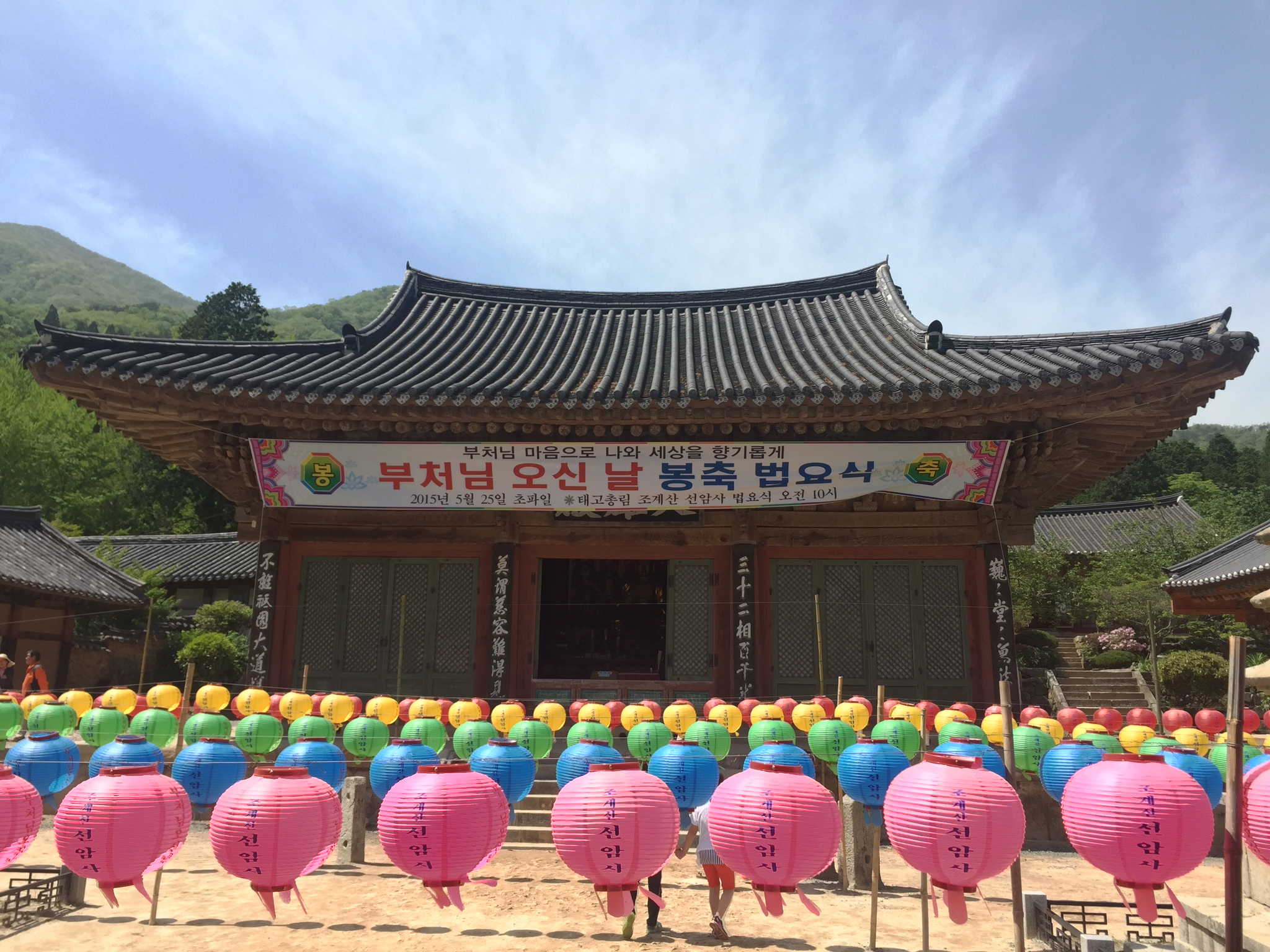
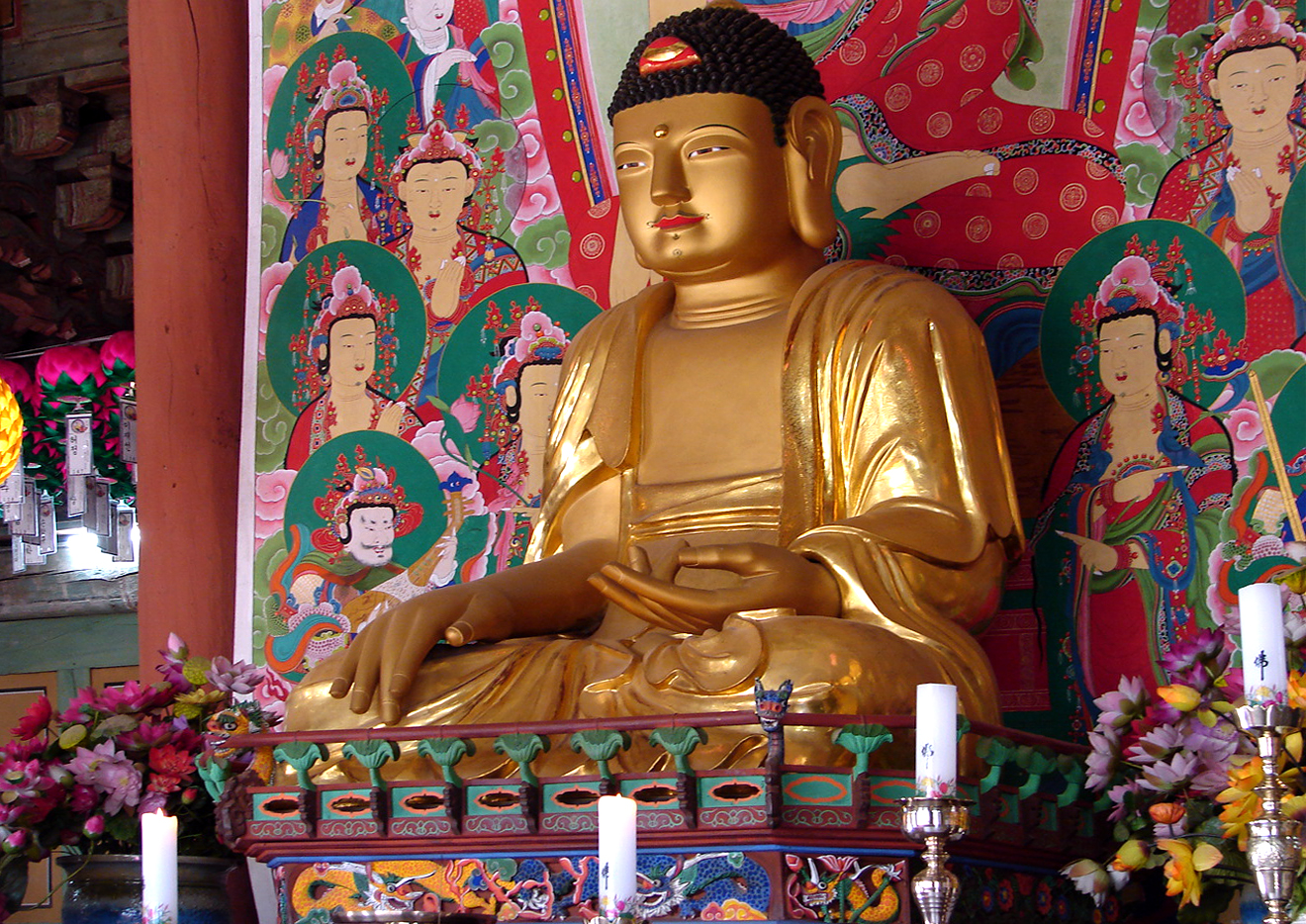
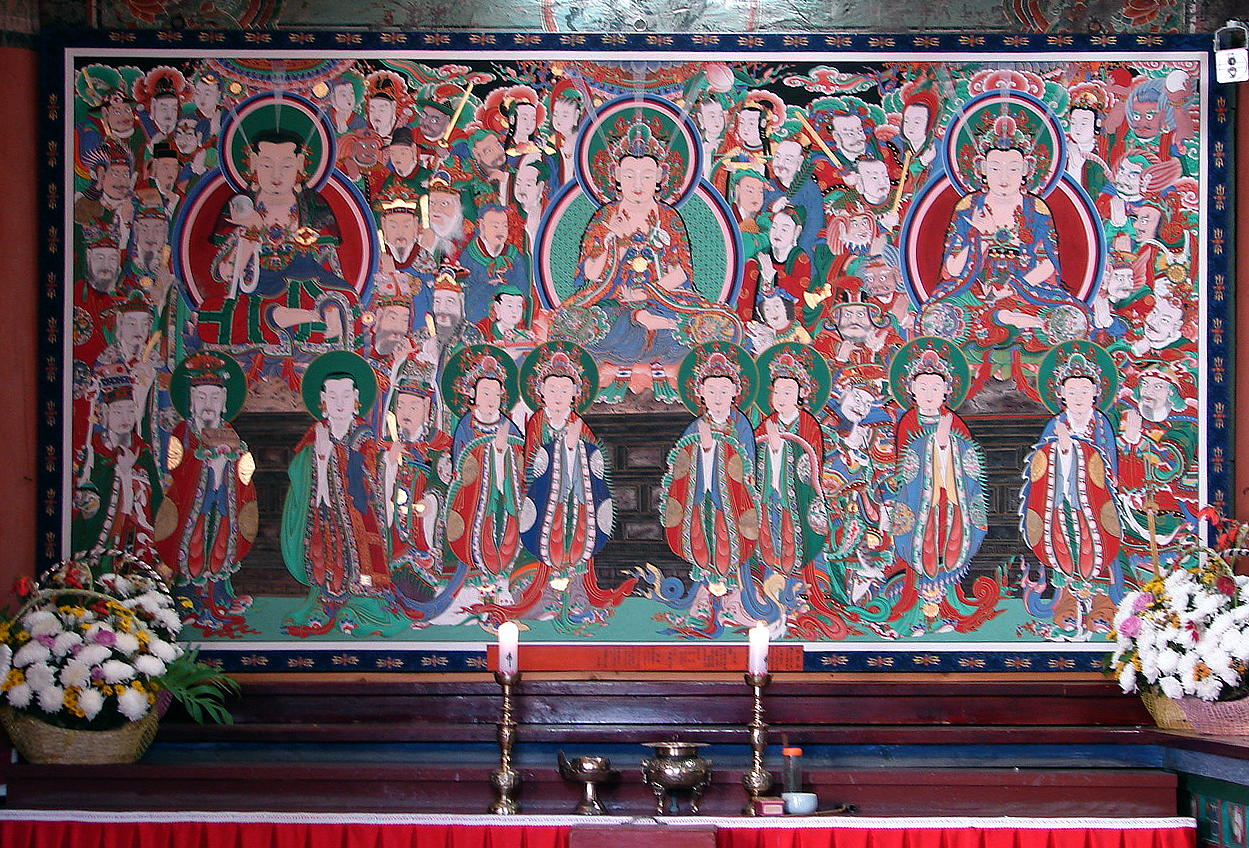
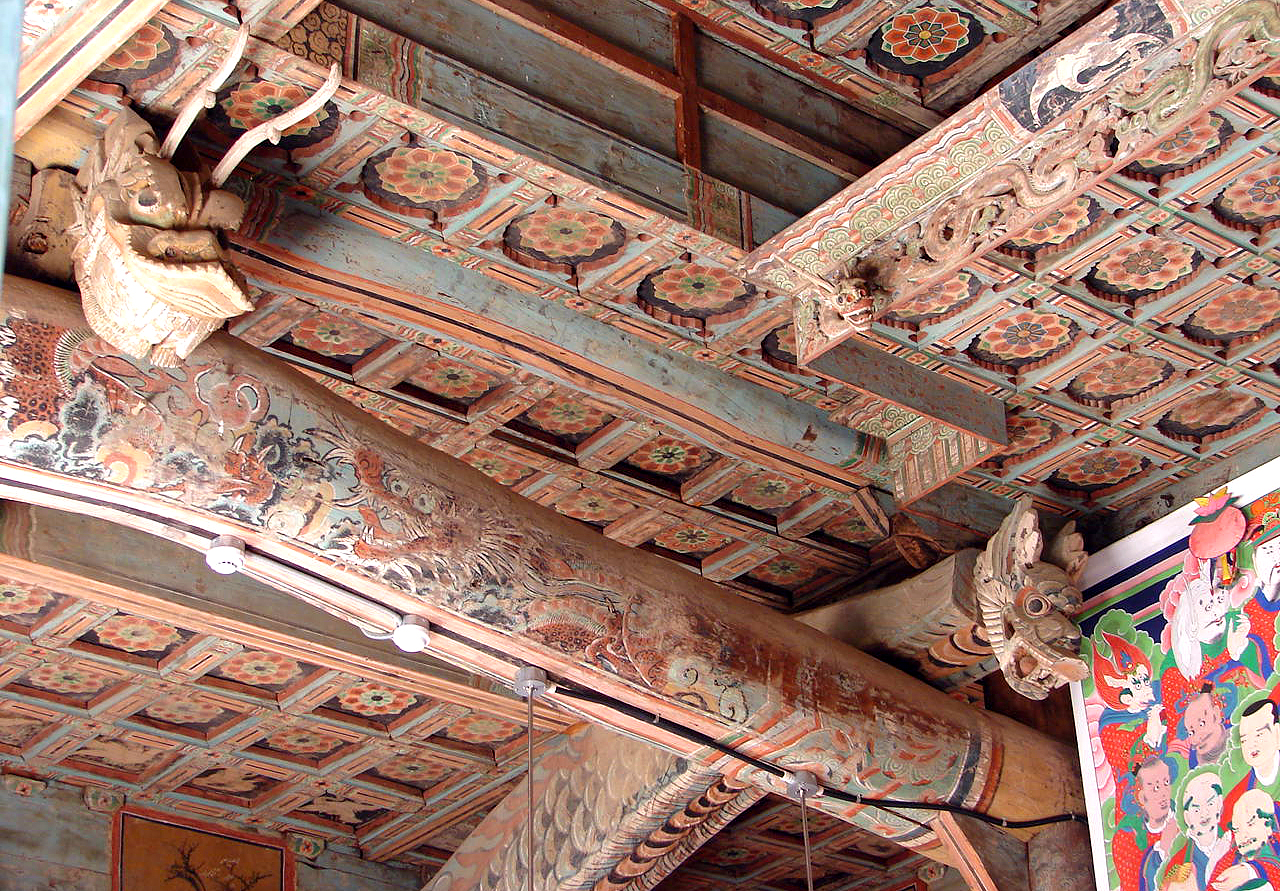
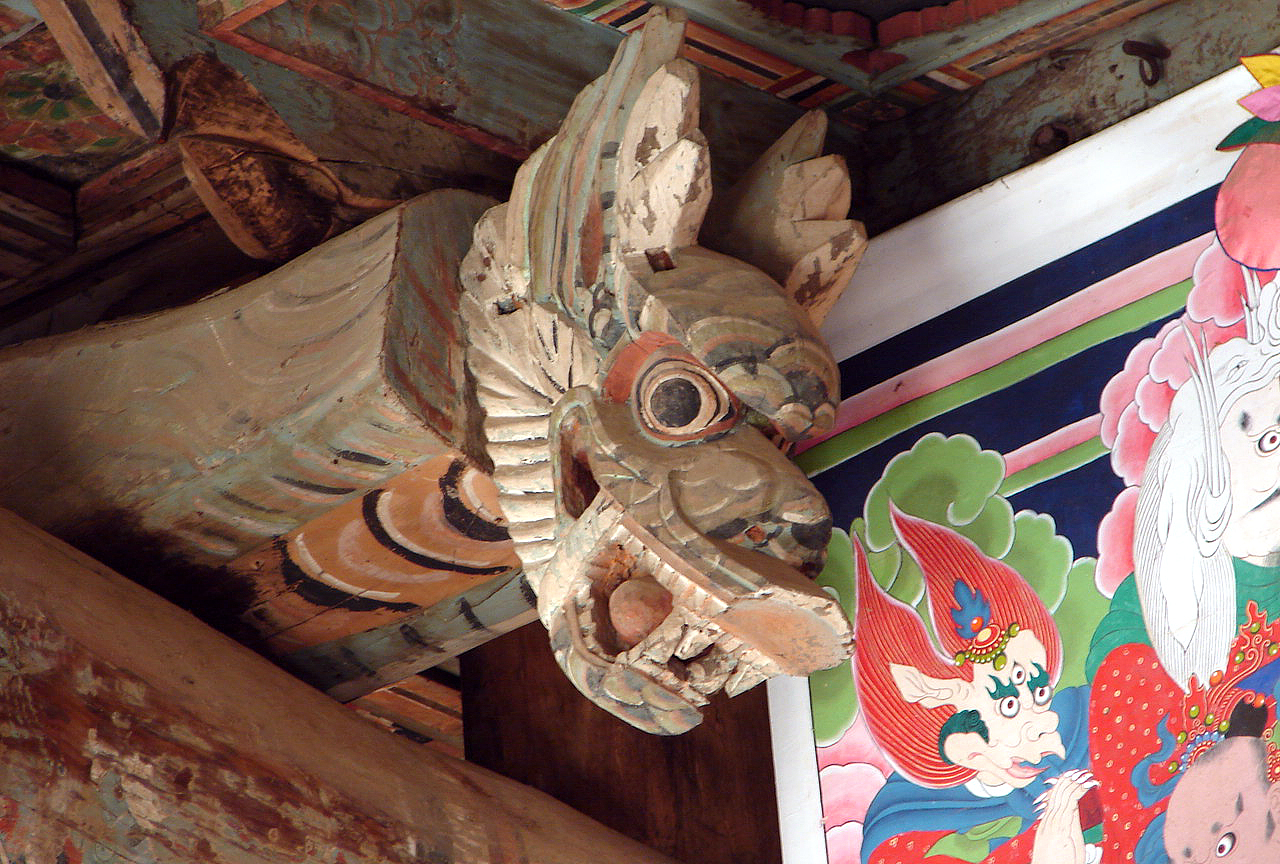
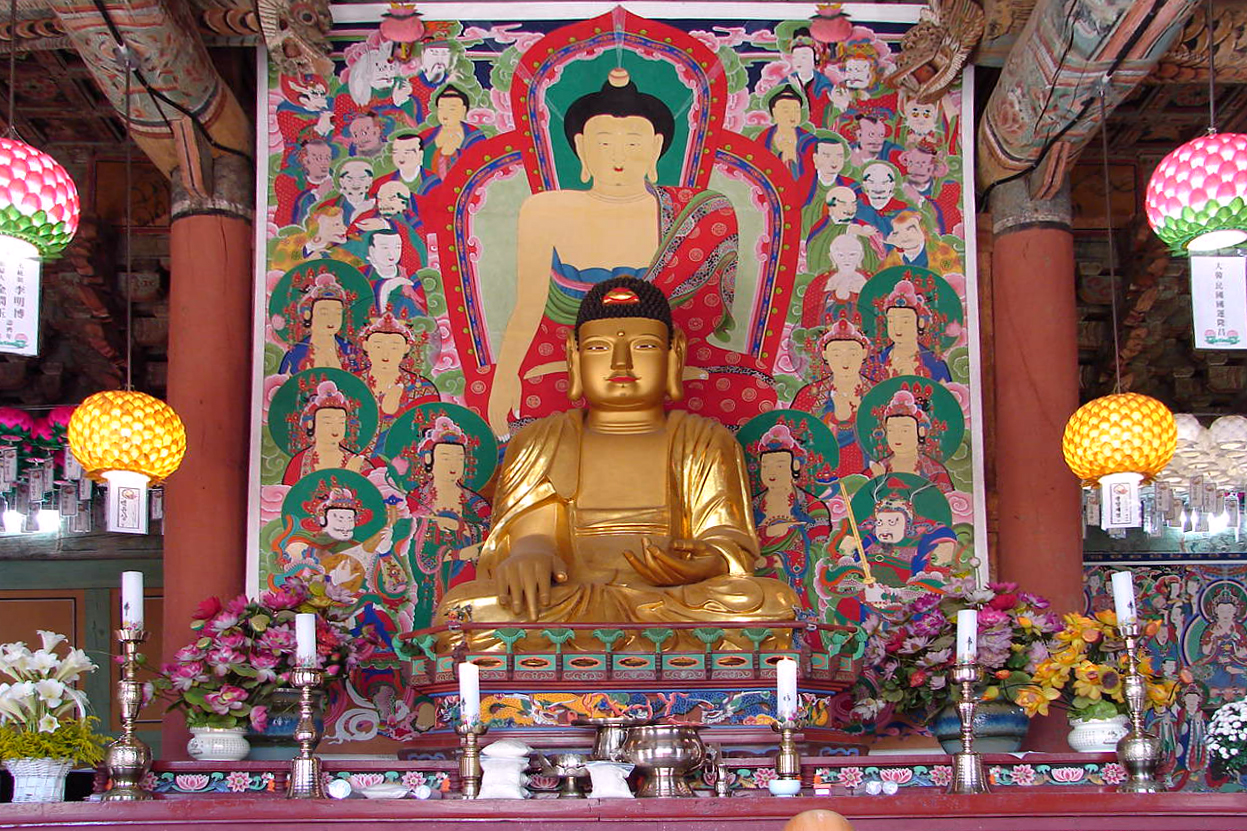
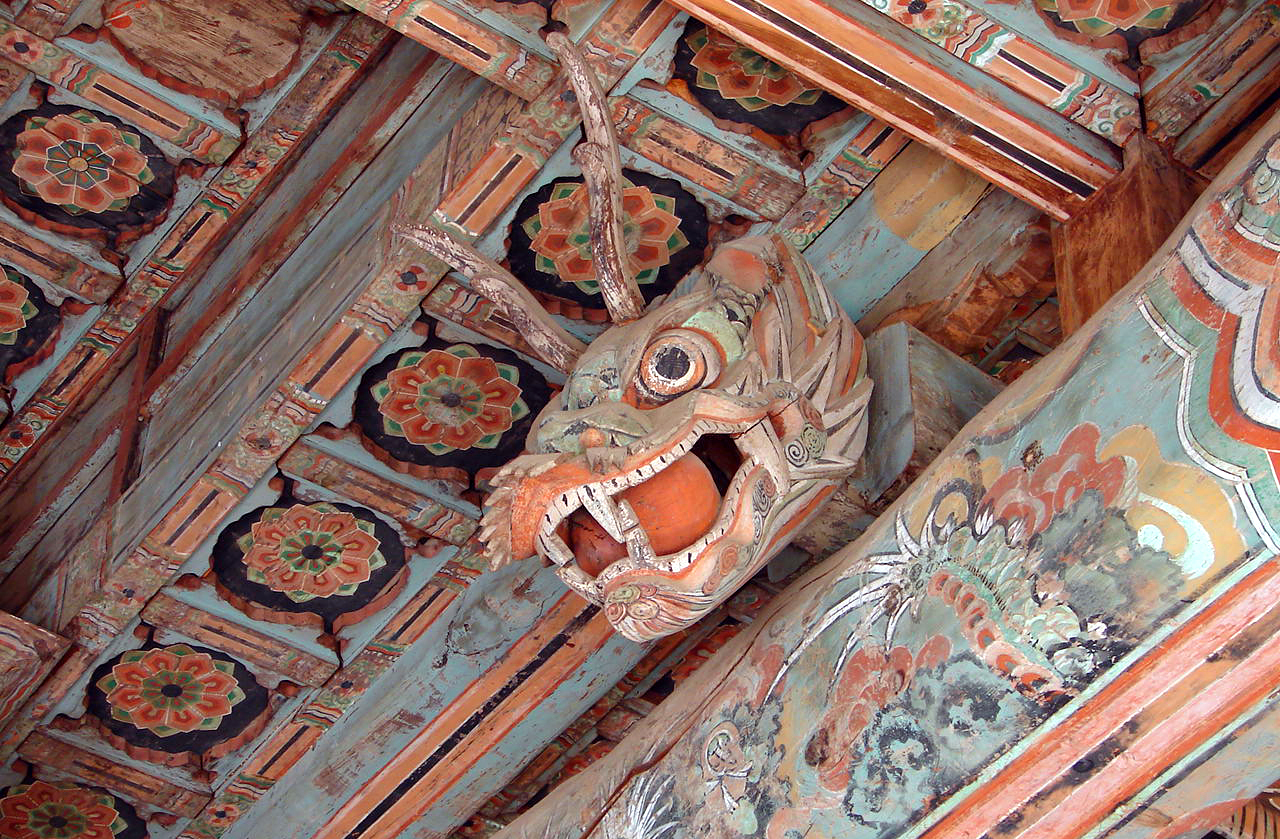
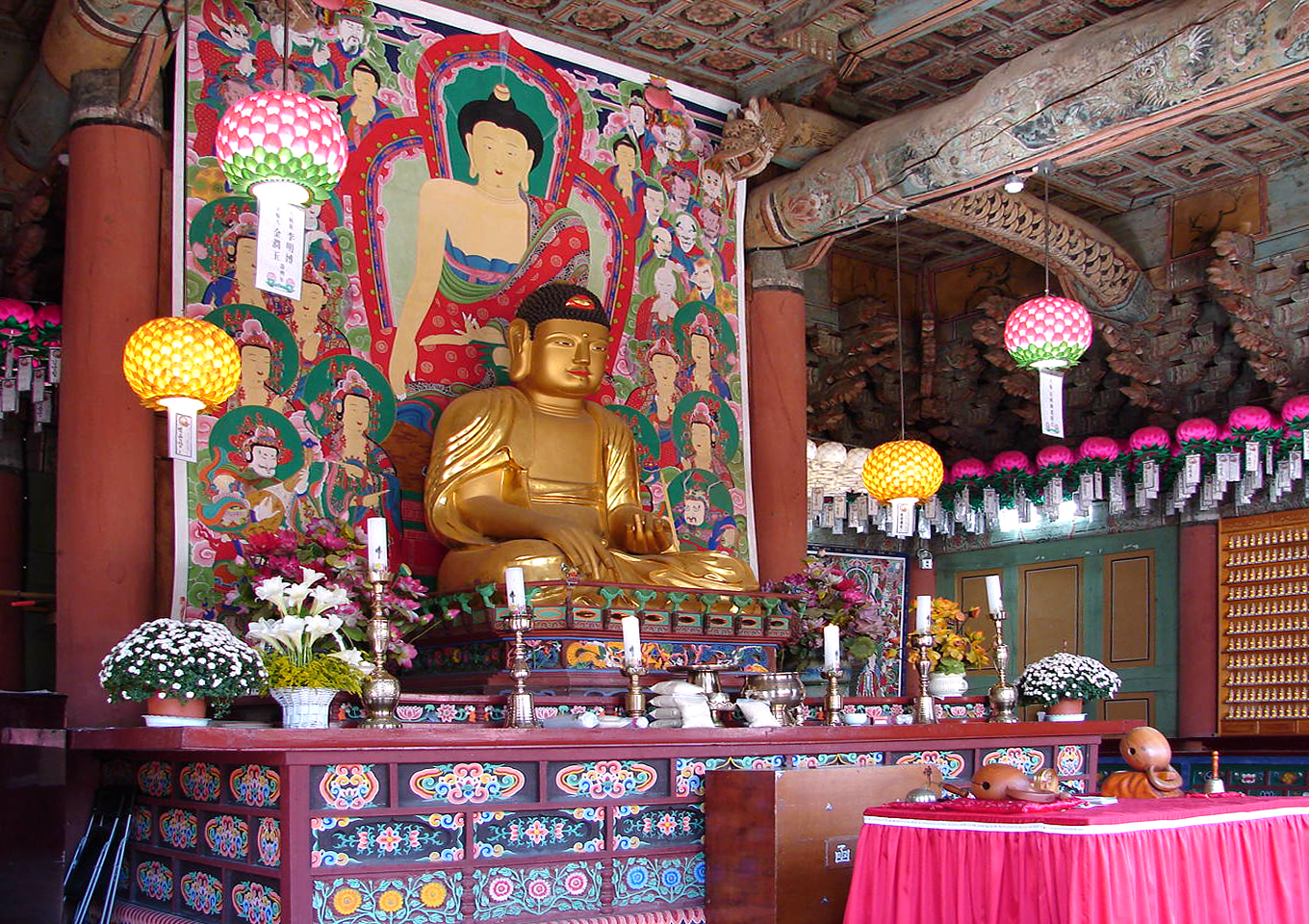
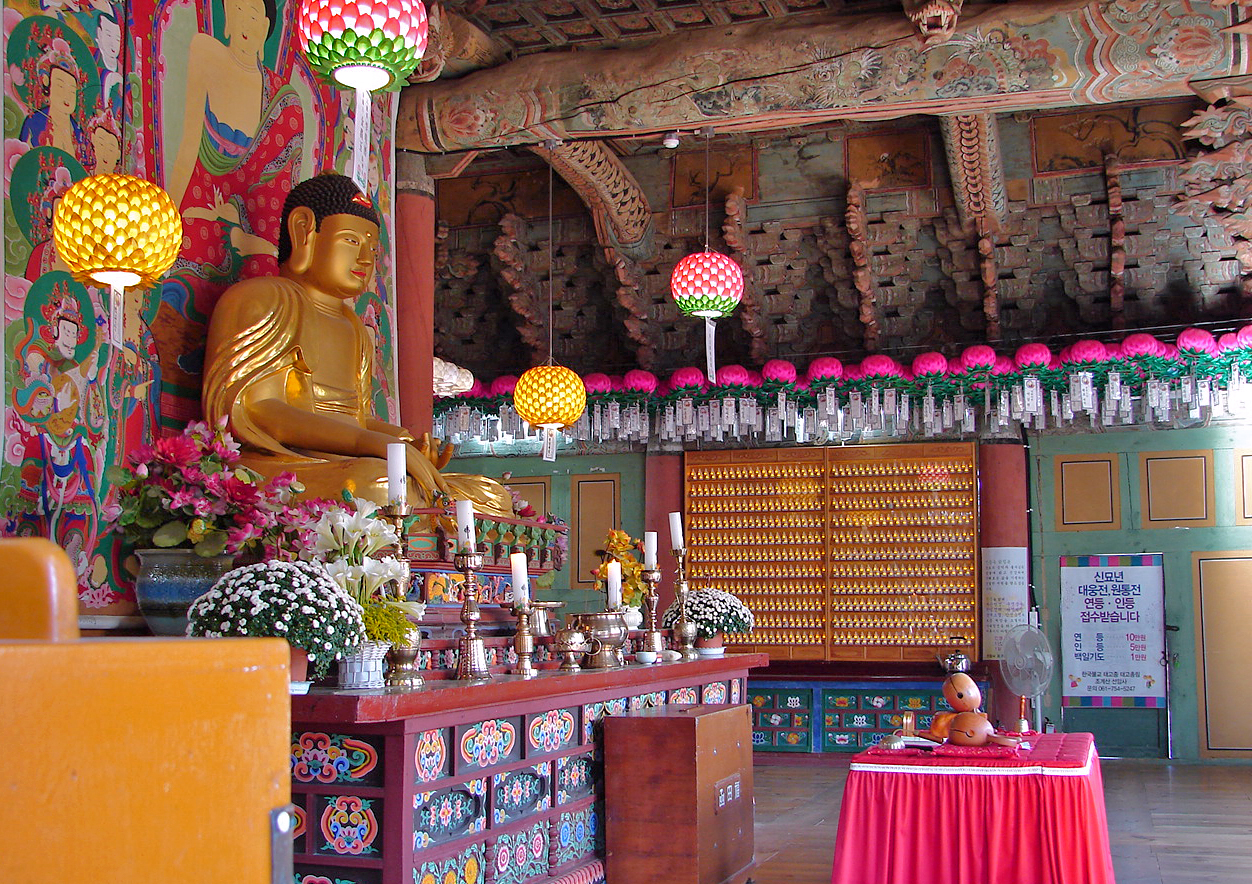

## 같이 보기
- 선암사

## 참고 자료
- 순천 선암사 대웅전 - 국가유산청 국가유산포털